# Onimusha (anime)
Az Onimusha (鬼武者) japán ONA animesorozat, ami a Capcom azonos című videójáték-sorozata alapján készült. A Sublimation gyárototta Szugai Sinja rendezésében, Kurata Hidejuki forgatókönyve alapján. Bemutatója 2023. november 2-án volt a Netflixen.

## Cselekmény
Az Edo-kor hajnalán, amikor Japán a béke felé mozdult el, és a háború a történelem homályába veszett, az idősödő Mijamoto Muszasi egy titkos küldetésre indul. A mitikus Démonkesztyűvel felfegyverkezve Muszasi utazásra indul, hogy legyőzze a leselkedő démonokat.

## Szereplők
| Szereplő                                                         | Japán hang                      | Angol hang          | Magyar hang                         |
| ---------------------------------------------------------------- | ------------------------------- | ------------------- | ----------------------------------- |
| Mijamoto Muszasi (宮本武蔵; Hepburn: Miyamoto Musashi)           | Ócuka Akio                      | Alain Mesa          | Sztarenki Pál                       |
| Szaszaki Kodzsiró (佐々木小次郎; Hepburn: Sasaki Kojirō)         | Szeki Tosihiko                  | Greg Chun           | Fehér Tibor                         |
| Macui Kenszuke (松井健介; Hepburn: Matsui Kensuke)               | Ócuka Hócsú                     | Kirk Thornton       | Dézsy Szabó Gábor                   |
| Szahei (佐平; Hepburn: Sahei)                                    | Jamasita Daiki                  | Yuri Lowenthal      | Baráth István                       |
| Gorómaru (五郎丸; Hepburn: Gorōmaru)                             | Kimura Szubaru                  | Christopher Swindle | Hamvas Dániel                       |
| Heikuró (平九郎; Hepburn: Heikurō)                               | Konisi Kacujuki                 | Matthew Yang King   | Karácsonyi Zoltán                   |
| Kaizen (カイゼン; Kaizen)                                        | Okicu Kazujuki                  | Chris Hackney       | Dér Zsolt                           |
| Genszai (玄斎; Hepburn: Gensai)                                  | Furukava Makoto                 | Kyle McCarley       | Harna Péter                         |
| Szajo (小夜; Hepburn: Sayo)                                      | Jamane Aja                      | Sarah Anne Williams | Károlyi Lili                        |
| Iemon (伊右衛門; Iemon)                                          | Kimura Rjóhei Tódó Mai (gyerek) | Robbie Daymond      | Előd Álmos Pál Dániel Máté (gyerek) |
| Unsó (雲昇; Hepburn: Unshō)                                      | Ogata Kenicsi                   | Dave B. Mitchell    | Szabó Endre                         |
| Josioka Szeidzsúró (吉岡清十郎; Hepburn: Yoshioka Seijūrō)       | Takahasi Hidenori               | Dave B. Mitchell    | Megyeri János                       |
| Josioka Densicsiró (吉岡伝七郎; Hepburn: Yoshioka Denshichirō)   | Hamano Daiki                    | Chris Hackney       | Zöld Csaba                          |
| Josioka Matasicsiró (吉岡亦七郎; Hepburn: Yoshioka Matashichirō) | Hirosze Júja                    | Kyle McCarley       | Bergnedi Áron                       |
| Josioka Okjó (吉岡お京; Hepburn: Yoshioka Okyō)                  | Nakahara Mai                    | Allegra Clark       | Pap Katalin                         |
| Josioka Omija (吉岡お宮; Hepburn: Yoshioka Omiya)                | Sida Arisza                     | Allegra Clark       | Törtei Tünde                        |
| Josioka Oszae (吉岡お冴; Hepburn: Yoshioka Osae)                 | Siraisi Rjóko                   | Allegra Clark       | Molnár Ilona                        |
| Alfred (或触奴; Arufurejacu; Hepburn: Arufureyatsu)              | Takagi Vataru                   | Fred Tatasciore     | Háda János                          |
| Démonkesztyű (鬼火; Onibi)                                       | Hasi Takaja                     | Christopher Swindle | Kőszegi Ákos                        |

További magyar hangok: Bérces Gabriella – Szajo anyja, Seder Gábor – Szajo apja, Halász Aranka – szállásadó nő, Kádár-Szabó Bence – szerzetes, Láng Balázs – szállásadó nő fia

## Megvalósítás és megjelenések

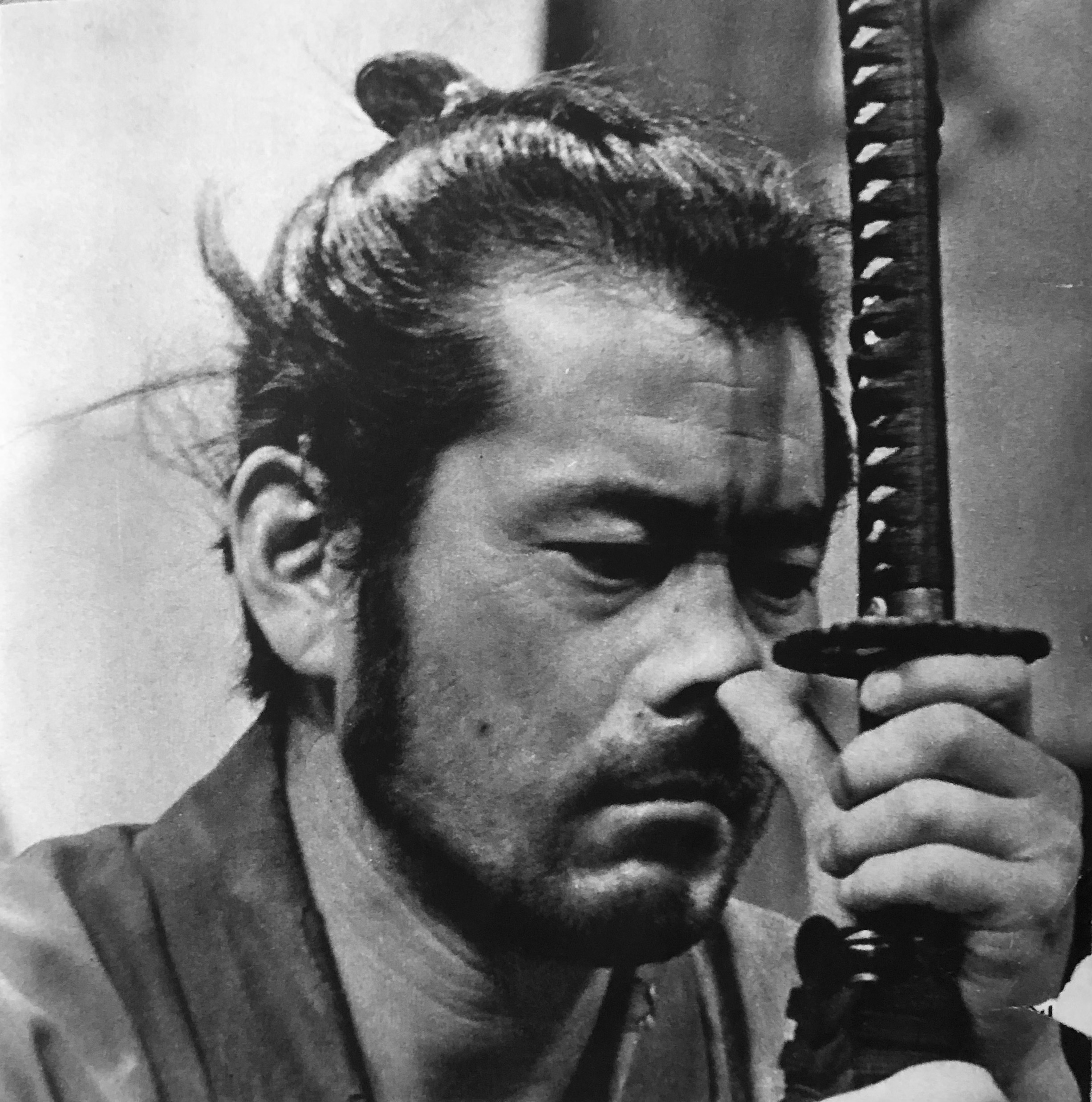
A főszereplő megjelenését Mifune Tosirótól kölcsönözték

A sorozatot először 2022 szeptemberében mutatták be a Netflix virtuális Tudum eseményén. A főrendező Miike Takasi, a rendező Szugai Sinja volt, az animációt a Sublimation gyártotta, a forgatókönyvet Kurata Hidejuki írta, míg a zenét Endó Kódzsi szerezte. A sorozat témazenéje a The Loneliest az olasz Måneskin együttestől.
Mijamoto Muszasi megjelenését Mifune Tosiróról mintázták, aki számos szamurájfilmben szerepelt. A sorozat utal Kuroszava Akira A hét szamuráj című filmjére az által, hogy szintén hét harcost helyez a középpontba.
Az Onimusha világpremierje 2023. november 2-án volt a Netflixen, Magyarországon magyar szinkronnal és felirattal is elérhetővé vált.

## Epizódok
| # | Epizód címe                | Első japán sugárzás | Első magyar sugárzás |
| --- | -------------------------- | ------------------- | -------------------- |
| 1. | Démon Demon                | 2023. november 2.   | 2023. november 2.    |
| Mijamoto Muszasi, a híres kardforgató, miután bizonyította rátermettségét, 33 napra kölcsönkérhet a főszerzetestől, Unsó mestertől egy fadobozba zárt különleges tárgyat, hogy a természetfeletti erejét használva végezzen „néhány” démonnal. Útján egy Kaizen nevű fiatal szerzetes is elkíséri, hogy szemmel tartsa. Muszasit a helyi földesúr bérelte fel, hogy győzzön le egy Iemon nevű férfit, aki lázadást szított ellene egy faluban, és segítségül küldte Macui Kenszuke mestert és annak kardforgató tanítványait, az orvoslásban és térképészetben jártas Szaheit, a solymász Gorómarut, a jóslásban jártas Heikurót és Genszait. Az esti tűznél Muszasi leleplezi az áruló Macuit, aki valójában Iemon embere. Muszasi egy rövid párbajban végez Macuival, de ezután Genszai felfedi magát, hogy valójában egy Iemon befolyása alá került démon (oni). Ekkor Muszasi igénybe veszi a kölcsönkért természetfeletti tárgy, a Démonkesztyű erejét, amivel képes lesz legyőzni őt. Másnap reggel, a történtek ellenére, Kaizen, Szahei, Gorómaru és Heikuró úgy dönt, hogy Muszasival tartanak.                                                   |                            |                     |                      |
| 2. | Hegyi démon Mountain Demon | 2023. november 2.   | 2023. november 2.    |
| Muszasi és kísérete megérkezik a faluhoz, de az teljesen elhagyatott. Harc nyomait fedezik fel és úgy vélik, az emberek valamelyik bányába vagy erődbe menekülhettek. A falu átvizsgálása során egy Szajo nevű kislányt találnak, akinek meggyilkolták a nagyszüleit. Nemsokára megtámadják őket a falusiak, akiket Iemon élőhalottakká változtatott. Muszasiék kidolgoznak egy tervet, hogy csapdába csalják az élőhalottakat, majd puskaporral elpusztítsák őket. Szajo elmondja, hogy a falusiak réz- és ónbányászat közben aranyat is találtak, amiről tájékoztatták a földesurat is, de az titkolni akarta a sógunátus előtt, ezért odaküldte Iemont, aki az aranyat látva végzett a faluval. Szajo megesküszik, hogy megbosszulja a nagyszüleit és a falut, Muszasi pedig felajánlja a segítségét. A csapat felfedezi, hogy a visszaút egyetlen hídját valakik lerombolták. |                            |                     |                      |
| 3. | Rémálom Nightmare          | 2023. november 2.   | 2023. november 2.    |
| Muszasi és kísérői az aranybányához, Iemon erdőjéhez tartanak és kimerültek a hosszú úton. Szerencséjükre Szajo gyűjtött némi ételt út közben. Miután Szajo vezetőnek nevezi ki magát egy folyóhoz vezeti a férfiakat, de észreveszi, hogy az erdő megváltozott. Valójában Iemon csatlósainak csapdájába sétáltak. Néhány élőhalott szamuráj legyőzése után három harcos bukkan fel, akik testvérek, és anélkül megölik Gorómarut és az egyik sólymát egy lándzsával és rabolják el Szajót, hogy felfednék magukat. Csupán a hangjukat hallatva kihívják Muszasit, és arra kérik, hogy másnap menjen a folyó menti templomhoz, ahol fogva tartják Szajót. A templomban Szajo megtudja a harcosoktól, hogy bosszút akarnak állni Muszasin és, hogy ő is meg fog halni. |                            |                     |                      |
| 4. | Bűbáj Bewitch              | 2023. november 2.   | 2023. november 2.    |
| Muszasi kis csapata megérkezik a templomhoz, ahol már várják őket Iemon genmái, akik immár felfedik kilétüket, mint a három Josioka testvér, Szeidzsúró, Densicsiró és Matasicsiró, akiket Muszasi ölt meg 20 évvel korábban. Miközben harcolnak, Szahei, Kaizen és Heikuró Szajo megmentésével foglalkoznak, akit egy hatalmas égő harang alá zártak a fivérek. Muszasit kezdetben megverik a Josioka genmák, de miután a többiek emberfeletti erőfeszítéssel megmentik Szajót, különösen Kaizen, aki hihetetlen égési sérüléseket szenved, Muszasi újból támad a Démonkesztyű segítségével, és darabokra vágja a genmákat. A kesztyű elnyeli a lelküket, de Kaizen, mielőtt belehalna sérüléseibe, megakadályozza, hogy Muszasi maga is démonná váljon. Eközben Iemon az erődjében arra készül, hogy egy méltó ellenfelet küldjön Muszasi ellen. |                            |                     |                      |
| 5. | Jin lélek Yin Soul         | 2023. november 2.   | 2023. november 2.    |
| Alighogy Muszasi legyőzi a Josioka testvéreket, szembekerül három nővel, akik a Josioka nővéreknek vallják magukat. Egy visszaemlékezés megmutatja, hogyan vette el egy utcagyerek egy Iemon nevű szamuráj kardját és nevét. Muszasi és kísérői külön-külön néznek szembe belső félelmeikkel, és új elszántsággal törnek előre. Ismét találkoznak a Josioka nővérekkel, de Muszasi gyorsan legyőzi őket, és elindulnak Iemon erődje felé. |                            |                     |                      |
| 6. | Oni                        | 2023. november 2.   | 2023. november 2.    |
| Muszasi és kísérői belépnek az aranybányába, és egy arannyal teli barlangot találnak, ahol Alfred, Iemon szolgája fogadja őket, aki körbevezeti őket az aranytól csillogó földalatti kastélyban. Végül arra kéri őket, hogy csatlakozzanak Iemonhoz, de miután nemleges választ kap, dühös lesz és ellenük fordul. Hirtelen megtámadja őket egy kentaur, és Heikuró feláldozza magát, hogy megmentse a többieket, miközben Muszasi végez Alfreddal. Megjelennek Szajo szülei, de váratlanul fojtogatni kezdik a lányt, mivel Iemon irányítja őket. Muszasi hezitál, hogy mit tegyen, végül mindkettőjük fejét levágja, hogy megmentse Szajót. |                            |                     |                      |
| 7. | Hírnök Harbinger           | 2023. november 2.   | 2023. november 2.    |
| Iemon végre felfedi magát, és a genmává változott egykori híres kardforgatót, Szaszaki Kodzsirót hívja, akit Muszasi ölt meg. Iemon megparancsolja Szaszakinak, hogy vágja le Muszasi karját és lábát, ehelyett azonban az ő végtagjait vágja le, hogy zavartalanul tudjon Muszasi legyőzésére összpontosítani. Harcuk megkezdődik, Muszasit a Démonkesztyű segíti a sokkarú Szaszaki emberfeletti ereje ellen. |                            |                     |                      |
| 8. | Jang lélek Yang Soul       | 2023. november 2.   | 2023. november 2.    |
| A harc Muszasi és Szaszaki között folytatódik, de a csontváz genmák zavarják őket, ezért a szamurájok egy kőhídhoz rohannak, hogy ott folytassák a küzdelmet. Szaszaki misztikus erejével először a genmákat, majd az őket támogató hidat pusztítja el. A szamurájok a mélybe zuhannak, miközben továbbra is kardjaikat ütköztetik, majd a tárna fenekét elérve folytatják a harcot. Eközben Szahei és Szajo ráakad Iemon végtagok nélküli törzsére, aki még mindig genmaként szeretné megvalósítani hódítási álmát. Helyet ajánl Szaheinek az oldalán, de Szahei megmérgezi, felfedve, hogy a titkos küldetése mindenki megölése volt, aki tud az aranybányáról, azonban Szajónak és Muszasinak nem szeretne ártani. Szahei elindul a kijárat felé, míg Szajo visszasiet a kesztyűtől démonná változott Muszasihoz, akit rávesz, hogy emberként harcoljon, és ahogy elhagyja a helyszínt, az egész bányaterület összeomlik a csata erejétől. Később Szajo a falujából hozott aranytömbbel szállást vesz magának, a templomban pedig a főszerzetes megtalálja a Démonkesztyűt, amelyet valaki visszavitt, de úgy tűnik, hogy nehezebb, mint korábban volt. |                            |                     |                      |

## Fogadtatás
Grant Jones az Anime News Networktől egy videójáték átlagosnál jobb animefeldolgozásnak találta a sorozatot, ami azonban „nem hagy túl sok maradandó élményt”. A kritikus összességében „C+” értékelést adott az animének, dicsérte a vizuális élményt és az akciójeleneteket, de kritizálta, hogy a sorozat hossza nem tette lehetővé a nagy számú szereplő kellő mélységű kibontakoztatását. Kate Sánchez, a But Why Tho? kritikusa szerint az Onimusha „egy jól kitaposott ösvényen kínál remek történetet”, de a 2D-s és 3D-s animáció következetlen használatával visszaveti a sorozat azon részeit, amelyek nem akcióorientáltak. Összesen 10-ből 6,5 pontot adott a sorozatra. Niv M. Sultan (Slant Magazine) szerint „bár a Kuroszava Akira filmje [A hét szamuráj] által ihletett alkotások gyakran klisés archetípusokká redukálják a középpontjukban lévő rongyos osztagok tagjait, ennek a műsornak a szereplői figyelemre méltó egyéniségérzetre tesznek szert”, kiemelve Gorómarut és az általa irányított két sólymot.